# Sci di fondo ai XXIII Giochi olimpici invernali - Sprint femminile
La gara di sprint femminile di sci di fondo dei XXIII Giochi olimpici invernali di Pyeongchang si è svolta il 13 febbraio 2018, a partire dalle ore 17:30 (UTC+9), presso il centro di sci di fondo di Alpensia.
La fondista svedese Stina Nilsson ha conquistato la medaglia d'oro, mentre l'argento e il bronzo sono andati rispettivamente alla norvegese Maiken Caspersen Falla e alla russa Julija Belorukova.

## Risultati

### Qualificazioni
| Pos. | Nº | Atleta                   | Nazione                      | Tempo   | Distacco | Note |
| ---- | -- | ------------------------ | ---------------------------- | ------- | -------- | ---- |
| 1    | 12 | Stina Nilsson            | Svezia                       | 3:08.74 | -        | Q    |
| 2    | 7  | Maiken Caspersen Falla   | Norvegia                     | 3:09.13 | +0.39    | Q    |
| 3    | 3  | Krista Pärmäkoski        | Finlandia                    | 3:12.30 | +3.56    | Q    |
| 4    | 6  | Hanna Falk               | Svezia                       | 3:12.54 | +3.80    | Q    |
| 5    | 5  | Katja Višnar             | Slovenia                     | 3:15.24 | +6.50    | Q    |
| 6    | 19 | Natalia Nepryaeva        | Atleti Olimpici dalla Russia | 3:15.65 | +6.91    | Q    |
| 7    | 15 | Jessica Diggins          | Stati Uniti                  | 3:15.76 | +7.02    | Q    |
| 8    | 22 | Ida Ingemarsdotter       | Svezia                       | 3:16.06 | +7.32    | Q    |
| 9    | 4  | Sadie Bjornsen           | Stati Uniti                  | 3:16.12 | +7.38    | Q    |
| 10   | 16 | Heidi Weng               | Norvegia                     | 3:16.28 | +7.54    | Q    |
| 11   | 9  | Anamarija Lampič         | Slovenia                     | 3:16.57 | +7.83    | Q    |
| 12   | 18 | Sophie Caldwell          | Stati Uniti                  | 3:17.06 | +8.32    | Q    |
| 13   | 8  | Ingvild Flugstad Østberg | Norvegia                     | 3:17.35 | +8.61    | Q    |
| 14   | 1  | Anna Dyvik               | Svezia                       | 3:17.99 | +9.25    | Q    |
| 15   | 10 | Julija Belorukova        | Atleti Olimpici dalla Russia | 3:18.26 | +9.52    | Q    |
| 16   | 13 | Sandra Ringwald          | Germania                     | 3:18.43 | +9.69    | Q    |
| 17   | 11 | Kathrine Rolsted Harsem  | Norvegia                     | 3:18.48 | +9.74    | Q    |
| 18   | 20 | Gaia Vuerich             | Italia                       | 3:19.01 | +10.27   | Q    |
| 19   | 34 | Johanna Matintalo        | Finlandia                    | 3:19.04 | +10.30   | Q    |
| 20   | 24 | Nadine Fähndrich         | Svizzera                     | 3:19.42 | +10.68   | Q    |
| 21   | 17 | Laurien van der Graaff   | Svizzera                     | 3:19.62 | +10.88   | Q    |
| 22   | 30 | Justyna Kowalczyk        | Polonia                      | 3:20.00 | +11.26   | Q    |
| 23   | 49 | Kateřina Beroušková      | Rep. Ceca                    | 3:20.09 | +11.35   | Q    |
| 24   | 26 | Kerttu Niskanen          | Finlandia                    | 3:20.48 | +11.74   | Q    |
| 25   | 42 | Katharina Hennig         | Germania                     | 3:22.64 | +13.90   | Q    |
| 26   | 28 | Elisabeth Schicho        | Germania                     | 3:23.26 | +14.52   | Q    |
| 27   | 46 | Anna Shevchenko          | Kazakistan                   | 3:23.27 | +14.53   | Q    |
| 28   | 29 | Lucia Scardoni           | Italia                       | 3:23.32 | +14.58   | Q    |
| 29   | 2  | Alenka Čebašek           | Slovenia                     | 3:23.38 | +14.64   | Q    |
| 30   | 25 | Aino-Kaisa Saarinen      | Finlandia                    | 3:24.02 | +15.28   | Q    |
| 31   | 31 | Alena Procházková        | Slovacchia                   | 3:24.61 | +15.87   |      |
| 32   | 23 | Greta Laurent            | Italia                       | 3:25.54 | +16.80   |      |
| 33   | 21 | Ida Sargent              | Stati Uniti                  | 3:25.80 | +17.06   |      |
| 34   | 44 | Emily Nishikawa          | Canada                       | 3:26.75 | +18.01   |      |
| 35   | 45 | Julija Tichonova         | Bielorussia                  | 3:27.19 | +18.45   |      |
| 36   | 14 | Hanna Kolb               | Germania                     | 3:27.84 | +19.10   |      |
| 37   | 47 | Sylwia Jaśkowiec         | Polonia                      | 3:27.94 | +19.20   |      |
| 38   | 37 | Ewelina Marcisz          | Polonia                      | 3:28.11 | +19.37   |      |
| 39   | 50 | Tatjana Mannima          | Estonia                      | 3:28.57 | +19.83   |      |
| 40   | 40 | Nastassja Kirylava       | Bielorussia                  | 3:28.98 | +20.24   |      |
| 41   | 38 | Palina Seranosava        | Bielorussia                  | 3:29.44 | +20.70   |      |
| 42   | 33 | Dahria Beatty            | Canada                       | 3:29.77 | +21.03   |      |
| 43   | 36 | Karolína Grohová         | Rep. Ceca                    | 3:30.91 | +22.17   |      |
| 44   | 39 | Alisa Zhambalova         | Atleti Olimpici dalla Russia | 3:31.53 | +22.79   |      |
| 45   | 52 | Petra Hynčicová          | Rep. Ceca                    | 3:32.03 | +23.29   |      |
| 46   | 27 | Aurore Jéan              | Francia                      | 3:32.45 | +23.71   |      |
| 47   | 43 | Valiantsina Kaminskaya   | Bielorussia                  | 3:32.80 | +24.06   |      |
| 48   | 35 | Jessica Yeaton           | Australia                    | 3:33.01 | +24.27   |      |
| 49   | 59 | Li Xin                   | Cina                         | 3:33.61 | +24.87   |      |
| 50   | 32 | Lisa Unterweger          | Austria                      | 3:34.29 | +25.55   |      |
| 51   | 48 | Cendrine Browne          | Canada                       | 3:34.30 | +25.56   |      |
| 52   | 41 | Nika Razinger            | Slovenia                     | 3:35.11 | +26.37   |      |
| 53   | 64 | Barbora Klementová       | Slovacchia                   | 3:38.00 | +29.26   |      |
| 54   | 57 | Tetyana Antypenko        | Ucraina                      | 3:38.56 | +29.82   |      |
| 55   | 56 | Elena Kolomina           | Kazakistan                   | 3:39.22 | +30.48   |      |
| 56   | 58 | Maryna Antsybor          | Ucraina                      | 3:40.17 | +31.43   |      |
| 57   | 60 | Chi Chunxue              | Cina                         | 3:42.70 | +33.96   |      |
| 58   | 63 | Aimee Watson             | Australia                    | 3:44.87 | +36.13   |      |
| 59   | 53 | Mathilde-Amivi Petitjean | Togo                         | 3:45.93 | +37.19   |      |
| 60   | 61 | Valeriya Tyuleneva       | Kazakistan                   | 3:47.27 | +38.53   |      |
| 61   | 62 | Tímea Lőrincz            | Romania                      | 3:48.84 | +40.10   |      |
| 62   | 51 | Patrīcija Eiduka         | Lettonia                     | 3:49.70 | +40.96   |      |
| 63   | 55 | Casey Wright             | Australia                    | 3:49.80 | +41.06   |      |
| 64   | 54 | Vedrana Malec            | Croazia                      | 3:54.76 | +46.02   |      |
| 65   | 67 | Gabrijela Skender        | Croazia                      | 3:56.23 | +47.49   |      |
| 66   | 66 | Antoniya Grigorova       | Bulgaria                     | 3:59.77 | +51.03   |      |
| 67   | 65 | Ju Hye-ri                | Corea del Sud                | 4:11.92 | +1:03.18 |      |
| 68   | 68 | Samaneh Beyrami Baher    | Iran                         | 4:47.91 | +1:39.17 |      |

### Quarti di finale
Quarto di finale 1
| Pos. | Nº | Atleta                  | Nazione    | Tempo   | Distacco | Note |
| ---- | -- | ----------------------- | ---------- | ------- | -------- | ---- |
| 1    | 1  | Stina Nilsson           | Svezia     | 3'10"90 | -        | Q    |
| 2    | 3  | Krista Pärmäkoski       | Finlandia  | 3'11"97 | +1"07    | Q    |
| 3    | 11 | Anamarija Lampič        | Slovenia   | 3'12"46 | +1"56    | q    |
| 4    | 17 | Kathrine Rolsted Harsem | Norvegia   | 3'14"87 | +3"97    |      |
| 5    | 30 | Aino-Kaisa Saarinen     | Finlandia  | 3'19"18 | +8"28    |      |
| 6    | 27 | Anna Shevchenko         | Kazakistan | 3'23"56 | +12"66   |      |

Quarto di finale 2
| Pos. | Nº | Atleta                 | Nazione     | Tempo   | Distacco | Note |
| ---- | -- | ---------------------- | ----------- | ------- | -------- | ---- |
| 1    | 2  | Maiken Caspersen Falla | Norvegia    | 3'11"98 | -        | Q    |
| 2    | 12 | Sophie Caldwell        | Stati Uniti | 3'12"39 | +0"41    | Q    |
| 3    | 8  | Ida Ingemarsdotter     | Svezia      | 3'14"58 | +2"60    |      |
| 4    | 5  | Katja Višnar           | Slovenia    | 3'20"49 | +8"51    |      |
| 5    | 28 | Lucia Scardoni         | Italia      | 3'22"49 | +10"51   |      |
| 6    | 29 | Alenka Čebašek         | Slovenia    | 3'30"87 | +18"89   |      |

Quarto di finale 3
| Pos. | Nº | Atleta              | Nazione     | Tempo   | Distacco | Note |
| ---- | -- | ------------------- | ----------- | ------- | -------- | ---- |
| 1    | 4  | Hanna Falk          | Svezia      | 3'11"08 | -        | Q    |
| 2    | 7  | Jessica Diggins     | Stati Uniti | 3'11"24 | +0"16    | Q    |
| 3    | 16 | Sandra Ringwald     | Germania    | 3'13"76 | +2"68    |      |
| 4    | 20 | Nadine Fähndrich    | Svizzera    | 3'14"82 | +3"74    |      |
| 5    | 24 | Kerttu Niskanen     | Finlandia   | 3'19"84 | +8"76    |      |
| 6    | 23 | Kateřina Beroušková | Rep. Ceca   | 3'27"43 | +16"35   |      |

Quarto di finale 4
| Pos. | Nº | Atleta            | Nazione                      | Tempo   | Distacco | Note |
| ---- | -- | ----------------- | ---------------------------- | ------- | -------- | ---- |
| 1    | 15 | Julija Belorukova | Atleti Olimpici dalla Russia | 3'14"29 | -        | Q    |
| 2    | 10 | Heidi Weng        | Norvegia                     | 3'15"68 | +1"39    | Q    |
| 3    | 9  | Sadie Bjornsen    | Stati Uniti                  | 3'16"75 | +2"46    |      |
| 4    | 19 | Johanna Matintalo | Finlandia                    | 3'16"92 | +2"63    |      |
| 5    | 18 | Gaia Vuerich      | Italia                       | 3'21"65 | +7"36    |      |
| 6    | 26 | Elisabeth Schicho | Germania                     | 3'24"26 | +9"97    |      |

Quarto di finale 5
| Pos. | Nº | Atleta                   | Nazione                      | Tempo   | Distacco | Note |
| ---- | -- | ------------------------ | ---------------------------- | ------- | -------- | ---- |
| 1    | 6  | Natalia Nepryaeva        | Atleti Olimpici dalla Russia | 3'11"78 | -        | Q    |
| 2    | 21 | Laurien van der Graaff   | Svizzera                     | 3'12"15 | +0"37    | Q    |
| 3    | 14 | Anna Dyvik               | Svezia                       | 3'13"09 | +1"31    | q    |
| 4    | 13 | Ingvild Flugstad Østberg | Norvegia                     | 3'14"87 | +3"09    |      |
| 5    | 22 | Justyna Kowalczyk        | Polonia                      | 3'17"47 | +5"69    |      |
| 6    | 25 | Katharina Hennig         | Germania                     | 3'19"55 | +7"77    |      |

### Semifinali
Semifinale 1
| Pos. | Nº | Atleta                 | Nazione     | Tempo   | Distacco | Note |
| ---- | -- | ---------------------- | ----------- | ------- | -------- | ---- |
| 1    | 1  | Stina Nilsson          | Svezia      | 3'10"52 | -        | Q    |
| 2    | 2  | Maiken Caspersen Falla | Norvegia    | 3'10"55 | +0"03    | Q    |
| 3    | 4  | Hanna Falk             | Svezia      | 3'11"14 | +0"62    | q    |
| 4    | 12 | Sophie Caldwell        | Stati Uniti | 3'11"32 | +0"80    |      |
| 5    | 3  | Krista Pärmäkoski      | Finlandia   | 3'12"04 | +1"52    |      |
| 6    | 14 | Anna Dyvik             | Svezia      | 3'15"77 | +5"25    |      |

Semifinale 2
| Pos. | Nº | Atleta                 | Nazione                      | Tempo   | Distacco | Note |
| ---- | -- | ---------------------- | ---------------------------- | ------- | -------- | ---- |
| 1    | 15 | Julija Belorukova      | Atleti Olimpici dalla Russia | 3'10"12 | -        | Q    |
| 2    | 7  | Jessica Diggins        | Stati Uniti                  | 3'10"72 | +0"60    | Q    |
| 3    | 6  | Natalia Nepryaeva      | Atleti Olimpici dalla Russia | 3'10"72 | +0"60    | q    |
| 4    | 11 | Anamarija Lampič       | Slovenia                     | 3'13"95 | +3"83    |      |
| 5    | 21 | Laurien van der Graaff | Svizzera                     | 3'15"65 | +5"53    |      |
| 6    | 10 | Heidi Weng             | Norvegia                     | 3'16"22 | +6"10    |      |

### Finale
| Pos.    | Nº | Atleta                 | Nazione                      | Tempo   | Distacco | Note |
| ------- | -- | ---------------------- | ---------------------------- | ------- | -------- | ---- |
| Oro     | 1  | Stina Nilsson          | Svezia                       | 3'03"84 | -        |      |
| Argento | 2  | Maiken Caspersen Falla | Norvegia                     | 3'06"87 | +3"03    |      |
| Bronzo  | 15 | Julija Belorukova      | Atleti Olimpici dalla Russia | 3'07"21 | +3"37    |      |
| 4       | 6  | Natalia Nepryaeva      | Atleti Olimpici dalla Russia | 3'12"98 | +9"14    |      |
| 5       | 4  | Hanna Falk             | Svezia                       | 3'15"00 | +11"16   |      |
| 6       | 7  | Jessica Diggins        | Stati Uniti                  | 3'15"07 | +11"23   |      |